# Modderbeek
De Modderbeek is een beek in de Nederlandse provincies Gelderland en Utrecht. De Modderbeek wordt onderhouden door het Waterschap Vallei en Veluwe.
De Modderbeek begint ten westen van Barneveld en stroomt ten zuiden van het dorp Achterveld, waarna de beek bij Leusden in het Valleikanaal uitmondt. Het Valleikanaal volgt ten noorden van Leusden de oude loop van de Modderbeek, die voor 1935 ten oosten van Amersfoort in de Barneveldse Beek uitmondde.